# Santander México
O Grupo Financeiro Santander México, SAB de CV, é um grupo bancário mexicano e subsidiária do banco espanhol Banco Santander.

## História
O grupo bancário mexicano Grupo Financiero InverMexico foi fundado em 1991. Em 1997, o grupo passou a se chamar Grupo Financeiro Santander Mexicano, depois que o grupo foi adquirido pelo Banco Santander. Em 1998, o grupo se fundiu com o Grupo Financiero Santander México. Em 2000, o grupo se fundiu com o grupo irmão Grupo Financiero Serfin. O grupo foi renomeado para o Grupo Financiero Santander Serfin em 2001.
Em 2003, o Bank of America comprou 24,9% de participação do grupo no banco Santander, na Espanha. Em 2006, o grupo renomeou novamente como Grupo Financeiro Santander, SA de CV e, mais tarde naquele ano, como Grupo Financeiro Santander, SAB de CV (empresa de capital variável de capital aberto).

## Subsidiárias

### Banco Santander (México)
O Banco Santander (México) SA foi fundado em 16 de novembro de 1932, sob o nome de Banco Mexicano. Em 1955, a Sociedad Mexicana de Crédito Industrial (Banco Somex) adquiriu o controle acionário do banco. Em 1958, o Banco Mexicano se fundiu com o Banco Español. Em 1979, o banco mudou seu nome para Banco Mexicano Somex . Em 1982, os bancos foram nacionalizados. Em 1992, a InverMexico adquiriu o Banco Mexicano. Em 1996, o grupo foi adquirido pelo Banco Santander. Em 2001, o banco foi renomeado como Banco Santander Mexicano.
Em 2004, o Banco Santander Mexicano e o Banca Serfin foram incorporados para formar o Banco Santander Serfin. Em 2008, foi renomeado como Banco Santander (México).

### Banca Serfin
Em 1977, Banco de Londres y México fundiu-se com a Companhia Geral de Aceitações para formar a Banca Serfin. Em 1992, o banco foi adquirido pela Operadora de Bolsa e pelo Banco Santander em 2000. O banco tornou-se extinto após uma fusão com o Banco Santander Mexicano em 2004.